# 杉森建
杉森 建（すぎもり けん、1966年1月27日 - ）は、日本のゲームクリエイター・イラストレーター・漫画家。福岡県福岡市博多区出身。株式会社ゲームフリーク常務取締役。

## 人物
共に『ポケットモンスター』の考案を行った田尻智と親友の関係にあり、コンピュータゲーム開発のゲームフリークの創設以前からミニコミ誌の「ゲームフリーク」の発刊に携わった。ゲームフリークでは取締役とアートディレクターを務め、多くのゲームでキャラクターデザインを担当している。その他にも、2005年9月22日に発売された『スクリューブレイカー 轟振どりるれろ』ではディレクターの役職に就いている。
『ポケットモンスター』シリーズのキャラクターをデザインし、1作目の『ポケットモンスター 赤・緑』以降、全てのメイン作品で公式イラストを手がける。全てのデザインを一人で行うのではなく、杉森を含む複数のスタッフがデザインしたものを最終的に公式イラストとしてまとめ上げるのが役割である。なお、代表的な人気キャラクターのピカチュウは、同社のにしだあつこがゼロから一人でデザインして完成させたものだが、公式でイラストとして掲載されたものは杉森が描いている。
アニメ版ポケモンにもメインキャラのデザインに関わっており、劇場版のキャラも杉森がデザインしている。これらの設定画は期間限定でゲームフリークの公式サイトで公開されていたものがある。
好きなポケモンはゲンガー、フシギバナ。前者については「不気味でカッコイイところ」を気に入っており、後者については「（好きなポケモンは）フシギバナ。植物と動物が融合したモンスターは斬新だった」と回答している。それ以外のキャラクターではピーチであり、『マリオとワリオ』の公式攻略本では「ピーチスキー杉森」を名乗っている。『大乱闘スマッシュブラザーズ for Nintendo 3DS / Wii U』のゲッコウガ参戦の執筆したイラストから、杉森自身が公言している事が判明した。この『for』のイラストがきっかけで『セガ3D復刻アーカイブス』のイラストの依頼があった。。

## 来歴
1984年、私立本郷高校卒業。1989年、株式会社ゲームフリークに創立メンバーとして参加。
父はNHKの職員であり、父親の仕事の都合上転校を繰り返したため、なかなか友達関係を構築できなかった。
少年時代より漫画を好み、将来は漫画家になることを志していた。漫画の技術は高く、友達関係を作る際、その素養が大きく役立ったという。学校ではあまり優等生ではなく、苦手な教科は地理と数学。
田尻とはアミューズメント・マシン・ショーの会場にて出会い、関係を深めていった。大学へ進学する意思はなく、漫画家になる志を持っていたが、いつまでも社会人として自立しないことに憤った両親と対立し、家を飛び出す形で町田市にアパートを借りた。杉森が借りたアパートは度々田尻が訪れるところとなり、実質的な「ゲームフリークの編集部」となっていた。

## 漫画作品
- 超少女奈夢子（週刊少年サンデー、読切作品）
- DRAGON BRASTER（週刊少年サンデー、読切作品）
- 新・毎度おさわがせします（祥伝社、TVドラマのコミカライズ）
- ワルキューレの冒険外伝 -ふたりの女神-（単行本。表紙はフジヒロシのイラスト）
- クインティ（ファミコン必勝本→必本スーパー!※1991年に誌名変更）
- ウィザードリィ友の会（宝島社、4コマ作品寄稿）
- ジェリーボーイ（ファミリーコンピュータMagazine）
- スクリューブレイカー 轟振どりるれろ（同名のゲームソフトに付属）
- ポケモン不思議のダンジョン 時の探検隊・闇の探検隊（予約特典本に収録）

## ゲーム関連
- クインティ（キャラクターデザイン）
- メガドライブ版『まじかる☆タルるートくん』（ディレクター、ゲームデザイン、グラフィックデザイン）
- レミングス アドバンスドマニュアル スーパーゲーム・フォーラム3（表紙イラスト・本文イラスト 大陸書房 ヘッドルーム編 1992年5月）
- パルスマン（ディレクション、ゲーム・デザイン、グラフィック）
- BUSHI青龍伝〜二人の勇者〜（キャラクターデザイン）
- ポケットモンスター (ゲームシリーズ)
- バザールでござーるのゲームでござーる（グラフィックデザイン）
- クリックメディック（グラフィックサポート）
- スクリューブレイカー 轟振どりるれろ（ディレクター、ゲームデザイン）
- セガ3D復刻アーカイブス（パッケージイラスト、セガ、2014年12月18日、ニンテンドー3DS[9]）
- セガ3D復刻アーカイブス2（パッケージイラスト、セガゲームス、2015年12月23日、ニンテンドー3DS[10]）
- セガ3D復刻アーカイブス3 FINAL STAGE（パッケージイラスト、セガゲームス、2016年12月22日、ニンテンドー3DS[11]）
- 新サクラ大戦（「大帝国ゲキゾウ」キャラクターデザイン、セガゲームス、2019年12月12日、PlayStation 4[12]）